# Spitalkirche (Karlstadt)

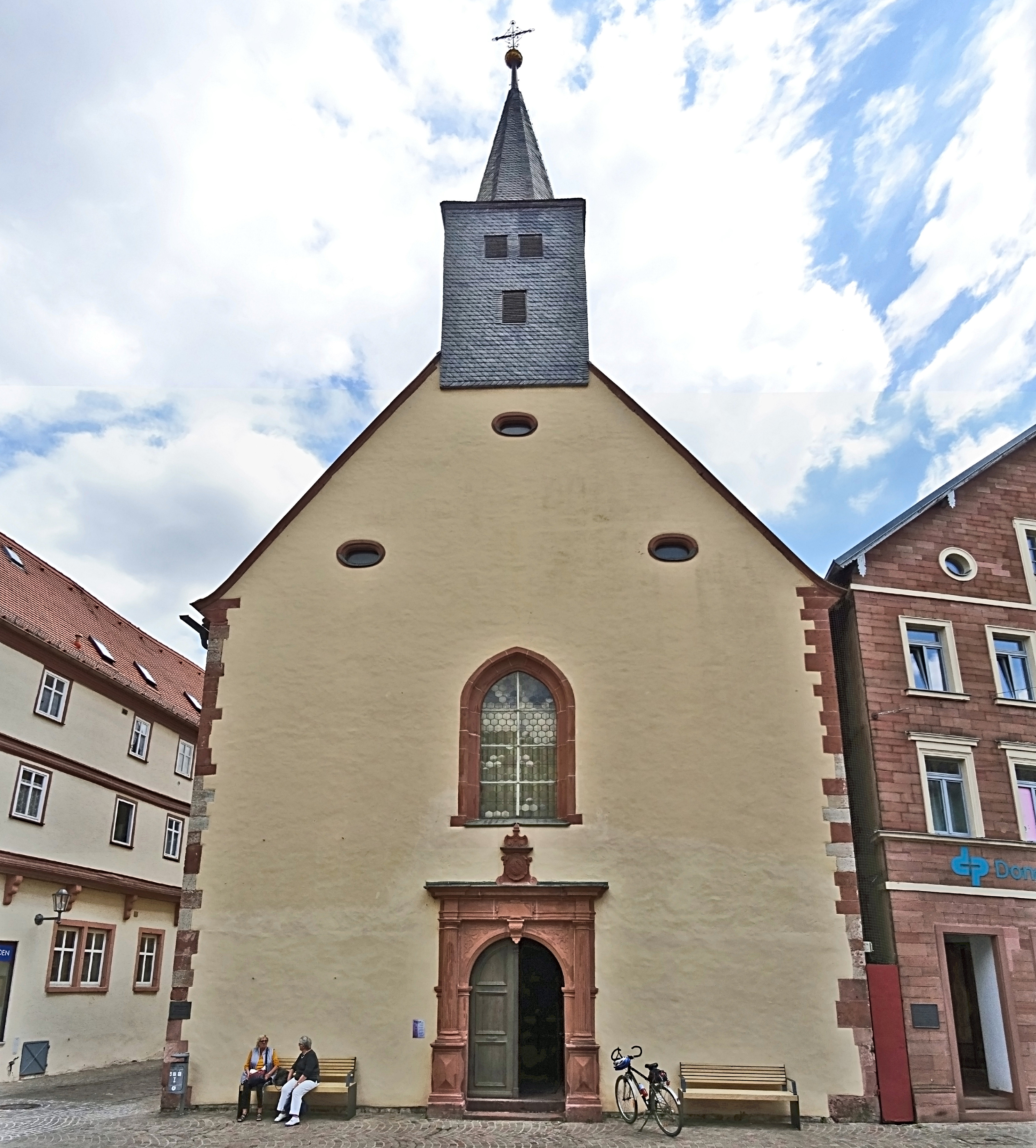
Spitalkirche in Karlstadt

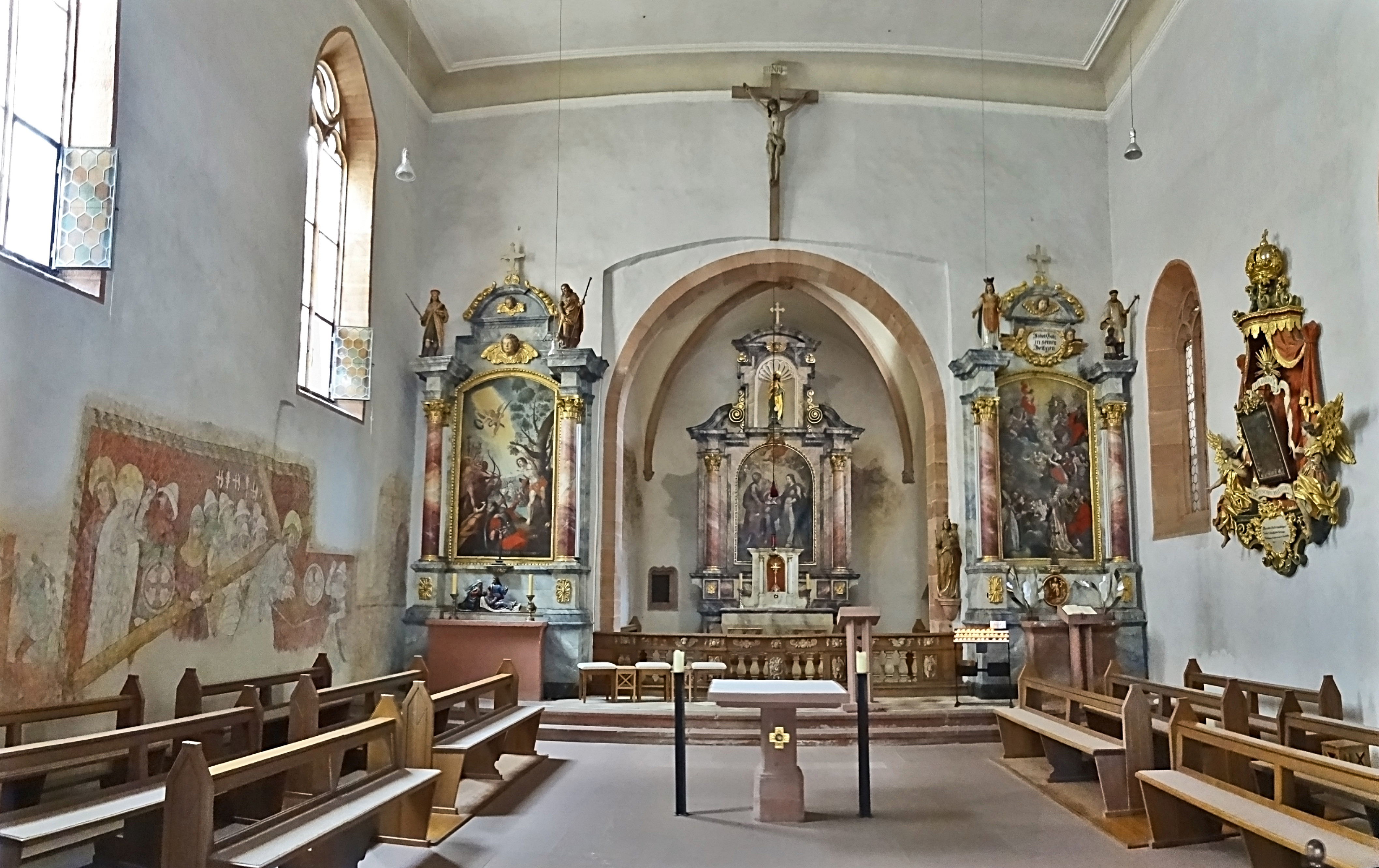
Innenansicht

Die katholische Spitalkirche in Karlstadt, der Kreisstadt des unterfränkischen Landkreises Main-Spessart (Bayern), wurde im 15. Jahrhundert errichtet. Die Kirche des ehemaligen Spitals an der Hauptstraße 67 ist ein geschütztes Baudenkmal.

## Beschreibung
Der Bau der Saalkirche wurde 1438 begonnen. Sie besitzt einen eingezogenen Chor und eine flache Decke. Auf der Giebelspitze sitzt ein Dachreiter mit Spitzhelm. Der Türsturz des rundbogigen Portals wird von kannelierten Säulen getragen. Der Bogen wird durch eine ausladende Agraffe betont.

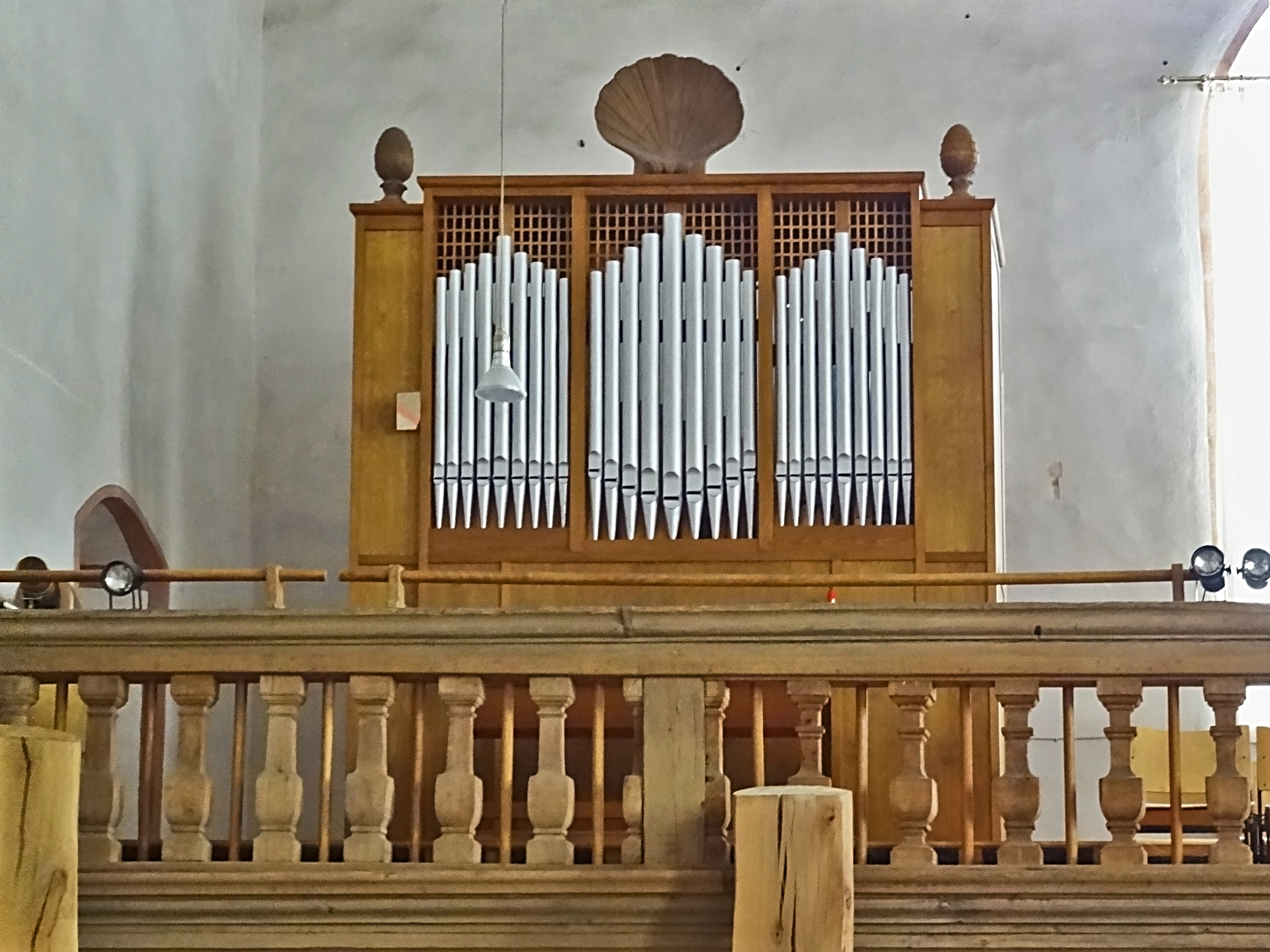
Die Orgel

## Ausstattung
Die barocken Altäre kamen gegen Ende des 19. Jahrhunderts aus der Pfarrkirche St. Andreas in die Spitalkirche. Im Hochaltar steht eine spätgotische Holzfigur des Kirchenpatrons Jakobus, die Tilman Riemenschneider zugeschrieben wird.
Die Orgel mit 8 Registern, verteilt auf 1 Manual und Pedal, wurde 2010 von Norbert Krieger gebaut.